# Karl Ludwig Kossak
Karl Ludwig Kossak (* 12. April 1891 in Klosterneuburg/Niederösterreich; † 5. November 1949 in Wien) war ein österreichischer Dramatiker, Romancier und Lyriker. Kossak veröffentlichte auch unter dem Pseudonym Karl L. Kossak-Raytenau.

## Leben
Kossak arbeitete zunächst als Buchhändler, danach als Lektor eines Verlages. Seit dem Jahr 1930 bis zu seinem Tod wirkte er als freier Schriftsteller.
Sein literarisches Schaffen begann er mit volkstümlichen Schwänken sowie mit Gedichten in Mundart. Erfolgreich wurde er aber mit seinem umfangreichen Erzählwerk, aus dem der Roman Katastrophe 1940 (1930) als der bekannteste hervorsticht. Im April 1937 erhielt Adolf Hitler ein Exemplar dieses Buches des Autors mit dessen persönlicher Widmung „Adolf Hitler dem Schöpfer Deutscher Reinheit, Deutscher Freiheit, dem Schöpfer und Kanzler des Dritten Reiches der Deutschen in Dankbarkeit Kossak-Raytenau im April 1937“. In der heutigen Literaturwissenschaft werden einzelne Werke wie gerade auch Katastrophe 1940 zur Gruppe der präfaschistischen Romane gezählt. Heimatwerte wie auch das Bekenntnis hierzu waren denn auch wiederkehrende Motive in Kossaks Schriften.
Wenngleich seine formal gattungsreinen Romane, darunter utopische Romane wie auch Kriminalliteratur, ansonsten zur Unterhaltungsliteratur gezählt werden, sind sie geprägt von seiner „Zielsetzung der Freiheit und des Selbstbestimmungsrechtes der Völker in einem wahrhaft friedlichen, nicht auf äußeren Machtfaktoren aufgebauten Europa“. Laut Österreichischem Biographischen Lexikon verband Kossack „Phantasie mit real begründeten Einsichten in wissenschaftliche und Wirtschaftsprobleme des 20. Jahrhunderts.“ Seine Utopien blendeten „in abenteuerliche Ereignisse weltweiten Ausmaßes“ hinein. Auch als Kriminalschriftsteller sei er in der Lage gewesen „das auf weitere Sicht Sinnlose jedes Verbrechens und die lebensfördernde Wirkung echter, zeitloser Werte überzeugend darzustellen“.
Die Schrift Mord und Brand im „heiligen“ Land und der utopische Roman Katastrophe 1940 wurden in der sowjetischen Besatzungszone 1946 bzw. 1947 in die Liste der auszusondernden Literatur eingetragen.

## Werke
- Marzellin Ortner. Schauspiel in vier Akten. Unveröffentlichte Maschinenschrift.
- Gesichter der Zeit. Gespräche auf einer Bank. Oldenbourg, Leipzig, Wien 1924.
- Katastrophe 1940. Stalling, Oldenburg 1930. 1. bis 5. Tausend. Weitere Auflagen.
- Die Männer mit den harten Herzen. Ein Roman. Schildhorn-Verlag, Berlin 1935
- Lermontow vernichtet die Welt. Schildhorn-Verlag, Berlin 1936
- Die Welt am laufenden Band. Roman. Höger, Wien 1937.
- Im Seehotel zur ‚Blauen Forelle‘. Roman. Neuer Buchverlag, Dresden 1938.
- Abenteuer im Zepp. Roman. Lipsia Verlag, Leipzig 1939.
- Mord und Brand im ‚heiligen‘ Land. Deutscher Hort Verlag, Herrsching bei München 1939.
- Der Stoß in den Himmel. Zukunftsroman. Lipsia Verlag, Leipzig 1940.
- Prinz Eugenius, der edle Ritter. Das Leben eines Helden. Kaiser, Prag 1942.
- Die drei Getreuen. Kriminalroman. Kirschner, Wien 1948.